# Hystrichophora
Hystrichophora là một chi thực vật có hoa trong họ Cúc (Asteraceae).

## Loài
Chi Hystrichophora gồm các loài: